# Billboard 200

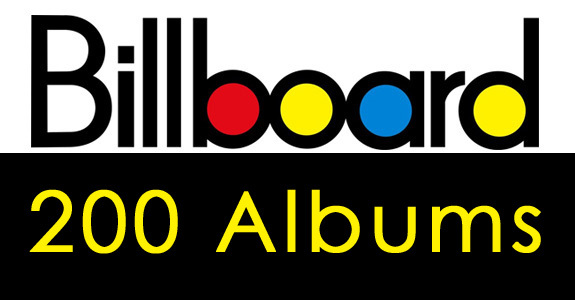
Logo della Billboard 200 fino al 2013

La Billboard 200 è la classifica dei 200 nuovi album discografici e EP più venduti negli Stati Uniti, pubblicata ogni settimana dalla rivista Billboard. Questa viene spesso utilizzata per trasmettere popolarità su uno o più artisti.
Il grafico si basa principalmente sulle vendite (sia retail che in digitale) degli album statunitensi. La settimana delle vendite è nata originariamente dal lunedì alla domenica, anche se dal luglio 2015 è stata spostata dal venerdì (in coincidenza con la data di uscita globale dell'industria musicale) al giovedì. Il martedì successivo invece viene pubblicato un nuovo grafico che determina i dati di vendita dei giorni precedenti. I nuovi prodotti vengono pubblicati sul mercato americano sempre il venerdì.
Nella Billboard 200 ci sono anche i dati dei download digitali degli album. Gli album che non sono concessi in licenza per la vendita al dettaglio negli Stati Uniti (ma acquistati tramite importazione) non sono idonei alla classifica.
A partire dal 13 dicembre 2014, Billboard ha aggiornato la metodologia del loro grafico, includendo anche le vendite on-demand streaming e digitali.

## Storia
Billboard ha iniziato la classificazione degli album dal 1945, includendo solo cinque posizioni e il grafico degli album non veniva pubblicato su base settimanale, ma da tre a sette settimane, prima di essere aggiornato. Per due settimane, nel 1955, fu pubblicato un grafico con ben 15 posizioni.  Dieci anni dopo fu inaugurata una nuova classifica, la Best-Selling Popular Albums che, con l'esplosione del rock and roll, dal 24 marzo 1956 iniziò ad essere diffusa settimanalmente; il primo album numero uno della sua storia è stato Belafonte di Harry Belafonte.
Da allora la classifica è evoluta notevolmente, cambiando più volte nome e dividendosi anche in classifiche complementari; il numero di album certificato raggiunse le 200 unità nel 1967, mentre l'attuale nome Billboard 200 risale al 14 marzo 1992.

### Classifica di fine anno
Billboard 200 provvede anche una classifica annuale del singolo disco più venduto, che tiene conto di tutte le vendite settimanali dalla prima settimana di dicembre all'ultima di novembre, stilando la classifica tramite un sistema di punti che prevede la somma di tutti i punti totalizzati dall'album nelle varie settimane (1 punto per una settimana alla posizione 200, 2 punti per una posizione 199, ecc.fino ai 200 punti per una posizione numero uno).

## Primati degli artisti

### Maggior numero di album alla numero uno
| Album | Artista           | Nota  |
| ----- | ----------------- | ----- |
| 19    | The Beatles       | [ 1 ] |
| 14    | Jay-Z             | [ 1 ] |
| 14    | Taylor Swift      | [ 2 ] |
| 13    | Drake             | [ 3 ] |
| 11    | Barbra Streisand  | [ 1 ] |
| 11    | Bruce Springsteen | [ 1 ] |
| 11    | Kanye West        | [ 4 ] |
| 10    | Elvis Presley     | [ 1 ] |
| 10    | Eminem            | [ 5 ] |

### Maggior numero di album alla numero uno in un anno solare
| Album | Artista                         | Anno | Nota  |
| ----- | ------------------------------- | ---- | ----- |
| 4     | The Monkees                     | 1967 | [ 6 ] |
| 3     | Elvis Presley                   | 1957 | [ 6 ] |
| 3     | The Kingston Trio               | 1960 | [ 6 ] |
| 3     | Elvis Presley                   | 1961 | [ 6 ] |
| 3     | The Beatles                     | 1964 | [ 6 ] |
| 3     | The Beatles                     | 1965 | [ 6 ] |
| 3     | The Beatles                     | 1966 | [ 6 ] |
| 3     | Herb Alpert & the Tijuana Brass | 1966 | [ 6 ] |
| 3     | Elton John                      | 1975 | [ 6 ] |
| 3     | Garth Brooks                    | 1998 | [ 6 ] |
| 3     | Cast di Glee                    | 2010 | [ 6 ] |
| 3     | Taylor Swift                    | 2021 | [ 7 ] |
| 3     | Taylor Swift                    | 2023 | [ 8 ] |

### Maggior numero di album in studio consecutivi che hanno raggiunto il numero uno
| Album | Artista            | Nota   |
| ----- | ------------------ | ------ |
| 14    | Taylor Swift       | [ 2 ]  |
| 11    | Jay-Z              | [ 9 ]  |
| 10    | Kanye West         | [ 4 ]  |
| 9     | The Beatles        | [ 10 ] |
| 9     | Eminem             | [ 5 ]  |
| 8     | Beyoncé            | [ 11 ] |
| 8     | The Rolling Stones | [ 12 ] |
| 7     | Dave Matthews Band | [ 13 ] |
| 7     | Drake              | [ 3 ]  |
| 7     | Future             | [ 14 ] |
| 6     | Elton John         | [ 1 ]  |
| 6     | Metallica          | [ 15 ] |
| 6     | Justin Bieber      | [ 16 ] |
| 6     | J. Cole            | [ 17 ] |

### Maggior numero di album in studio consecutivi che hanno debuttato al numero uno
| Album | Artista            | Nota   |
| ----- | ------------------ | ------ |
| 14    | Taylor Swift       | [ 2 ]  |
| 11    | Jay-Z              | [ 9 ]  |
| 11    | Kanye West         | [ 4 ]  |
| 9     | Eminem             | [ 5 ]  |
| 8     | Beyoncé            | [ 11 ] |
| 7     | Dave Matthews Band | [ 13 ] |
| 7     | Drake              | [ 18 ] |
| 6     | Metallica          | [ 19 ] |
| 6     | Justin Bieber      | [ 20 ] |
| 6     | J. Cole            |        |
| 5     | Disturbed          | [ 21 ] |
| 5     | Lady Gaga          | [ 22 ] |
| 5     | Madonna            | [ 23 ] |
| 5     | U2                 |        |
| 5     | DMX                | [ 24 ] |

### Maggior numero di settimane totali alla numero uno
| Sett. | Artista            |
| ----- | ------------------ |
| 132   | The Beatles        |
| 86    | Taylor Swift       |
| 67    | Elvis Presley      |
| 52    | Garth Brooks       |
| 51    | Michael Jackson    |
| 46    | The Kingston Trio  |
| 46    | Whitney Houston    |
| 40    | Adele              |
| 39    | Elton John         |
| 38    | Fleetwood Mac      |
| 38    | The Rolling Stones |
| 37    | Harry Belafonte    |
| 37    | The Monkees        |

Fonti:

### Maggior numero di anni consecutivi alla numero uno
| Anni | Artista        | Periodo   | Nota               |
| ---- | -------------- | --------- | ------------------ |
| 7    | The Beatles    | 1964-1970 | [ 2 ] [ 8 ] [ 28 ] |
| 6    | Taylor Swift   | 2019-2024 | [ 2 ] [ 8 ] [ 28 ] |
| 5    | Drake          | 2015-2019 | [ 2 ] [ 8 ] [ 28 ] |
| 5    | Jay-Z          | 2000-2004 | [ 2 ] [ 8 ] [ 28 ] |
| 5    | Paul McCartney | 1973-1977 | [ 2 ] [ 8 ] [ 28 ] |

### Maggior numero di album che hanno raggiunto la Top 10
| Album | Artista            | Nota   |
| ----- | ------------------ | ------ |
| 38    | The Rolling Stones | [ 12 ] |
| 34    | Barbra Streisand   | [ 29 ] |
| 32    | Frank Sinatra      | [ 29 ] |
| 32    | The Beatles        | [ 29 ] |

### Maggior numero di album simultanei nella Top 10
| Album | Artista                         | Anno | Nota   |
| ----- | ------------------------------- | ---- | ------ |
| 5     | Prince                          | 2016 | [ 30 ] |
| 5     | Taylor Swift                    | 2023 | [ 31 ] |
| 4     | The Kingston Trio               | 1959 | [ 32 ] |
| 4     | Herb Alpert & the Tijuana Brass | 1966 | [ 33 ] |
| 3     | Peter, Paul and Mary            | 1963 | [ 34 ] |
| 3     | Whitney Houston                 | 2012 | [ 35 ] |
| 3     | Led Zeppelin                    | 2014 | [ 36 ] |

### Artiste femminili col maggior numero di settimane totali nella top 10
- Barbra Streisand (270)
- Taylor Swift (226)
- Mariah Carey (224)
- Whitney Houston (165)
- Madonna (150)
- Céline Dion (144)
- Janet Jackson (128)
- Adele (125)
- Britney Spears (107)
- Lady Gaga (102)
- Shania Twain (101)
- Carole King (100)

### Maggior numero di album simultanei nella top 25
- Taylor Swift (8) – 3 volte durante il 2023.[37]

### Maggior numero di album simultanei nella Top 100
- Mitch Miller (12) – 1961[38][39]
- Taylor Swift (10) – 3 volte durante il 2023[40][41][42]

### Maggior numero di album simultanei nella Top 200
| Album | Artista         | Anno             | Nota   |
| ----- | --------------- | ---------------- | ------ |
| 19    | Prince          | 2016             | [ 43 ] |
| 13    | The Beatles     | 2014             | [ 44 ] |
| 11    | Taylor Swift    | 5 volte nel 2023 | [ 45 ] |
| 10    | Whitney Houston | 2012             | [ 44 ] |
| 10    | David Bowie     | 2016             | [ 44 ] |
| 10    | Drake           | 2023             | [ 45 ] |
| 9     | Led Zeppelin    | 1979             | [ 46 ] |
| 8     | Eminem          | 2013             | [ 47 ] |
| 8     | Linkin Park     | 2017             | [ 48 ] |
| 7     | Chicago         | 1974             | [ 38 ] |
| 7     | Elvis Presley   | 1977             | [ 49 ] |
| 7     | The Monkees     | 1986             | [ 50 ] |
| 7     | Pearl Jam       | 2001             | [ 51 ] |
| 7     | Mac Miller      | 2018             | [ 52 ] |

## Primati degli album

### Maggior numero di settimane alla numero uno
| Sett. | Album                        | Artista                  | Anno      | Nota   |
| ----- | ---------------------------- | ------------------------ | --------- | ------ |
| 54    | West Side Story              | AA.VV.                   | 1962-1963 | [ 53 ] |
| 37    | Thriller                     | Michael Jackson          | 1983      | [ 54 ] |
| 31    | Rumours                      | Fleetwood Mac            | 1977      | [ 54 ] |
| 31    | South Pacific                | AA.VV.                   | 1958      | [ 53 ] |
| 31    | Calypso                      | Harry Belafonte          | 1956      | [ 53 ] |
| 24    | 21                           | Adele                    | 2011-12   | [ 54 ] |
| 24    | Purple Rain                  | Prince & The Revolution  | 1984      | [ 54 ] |
| 24    | Saturday Night Fever         | Bee Gees & AA.VV.        | 1978      | [ 54 ] |
| 21    | Please Hammer Don't Hurt 'Em | MC Hammer                | 1990      | [ 54 ] |
| 20    | The Bodyguard                | Whitney Houston & AA.VV. | 1992-93   | [ 54 ] |
| 20    | Blue Hawaii                  | Elvis Presley            | 1961-62   | [ 53 ] |

### Maggior numero di settimane in classifica
Sono calcolate solo le settimane in classifica dall'inaugurazione della Billboard 200
Sono presenti gli album che hanno speso almeno 600 settimane in classifica.
| n° | Artista                                                         | Album                       | Settimane in classifica |
| -- | --------------------------------------------------------------- | --------------------------- | ----------------------- |
| 1  | Pink Floyd                                                      | The Dark Side of the Moon   | 990                     |
| 2  | Bob Marley                                                      | Legend                      | 899 *                   |
| 3  | Journey                                                         | Greatest Hits               | 869 *                   |
| 4  | Metallica                                                       | Metallica                   | 801 *                   |
| 5  | Creedence Clearwater Revival ft. John Fogerty                   | Chronicle: 20 Greatest Hits | 758 *                   |
| 6  | Eminem                                                          | Curtain Call: The Hits      | 748 *                   |
| 7  | Bruno Mars                                                      | Doo-Woops & Hooligans       | 740 *                   |
| 8  | Guns N' Roses                                                   | Greatest Hits               | 736 *                   |
| 9  | Nirvana                                                         | Nevermind                   | 734 *                   |
| 10 | Michael Jackson                                                 | Thriller                    | 690 *                   |
| 11 | Kendrick Lamar                                                  | good kid, m.A.A.d. city     | 667 *                   |
| 12 | Queen                                                           | Greatest Hits               | 659 *                   |
| 13 | Drake                                                           | Take Care                   | 649 *                   |
| 14 | Fleetwood Mac                                                   | Rumours                     | 645 *                   |
| 15 | AC/DC                                                           | Back In Black               | 644                     |
| 16 | Tom Petty And The Heartbreakers                                 | Greatest Hits               | 630 *                   |
| 17 | Adele                                                           | 21                          | 617                     |
| 18 | Lana Del Rey                                                    | Born to Die                 | 600 *                   |
|    | La presenza di un "*" indica che l'album è ancora in classifica |                             |                         |

#### Maggior numero di settimane in classifica per artiste femminili
| n°                                                              | Artista       | Album                                   | Settimane in classifica |
| --------------------------------------------------------------- | ------------- | --------------------------------------- | ----------------------- |
| 1                                                               | Adele         | 21                                      | 617                     |
| 2                                                               | Lana Del Rey  | Born to Die                             | 600 *                   |
| 3                                                               | Taylor Swift  | 1989                                    | 530 *                   |
| 4                                                               | Rihanna       | Anti                                    | 483 *                   |
| 5                                                               | Katy Perry    | Teenage Dream                           | 434 *                   |
| 6                                                               | Lady Gaga     | The Fame                                | 427 *                   |
| 7                                                               | SZA           | Ctrl                                    | 425 *                   |
| 8                                                               | Taylor Swift  | Reputation                              | 360 *                   |
| 9                                                               | Billie Eilish | When We All Fall Asleep Where Do We Go? | 331 *                   |
| 10                                                              | Carole King   | Tapestry                                | 318                     |
| La presenza di un "*" indica che l'album è ancora in classifica |               |                                         |                         |

### Più grande salto alla numero uno
| Avanzamento | Artista              | Album                       | Data              | Nota   |
| ----------- | -------------------- | --------------------------- | ----------------- | ------ |
| 176–1       | The Notorious B.I.G. | Life After Death            | 12 aprile 1997    | [ 56 ] |
| 173–1       | Pearl Jam            | Vitalogy                    | 24 dicembre 1994  | [ 57 ] |
| 157–1       | Taylor Swift         | Fearless (Taylor's Version) | 16 ottobre 2021   | [ 58 ] |
| 156–1       | Radiohead            | In Rainbows                 | 19 gennaio 2008   | [ 59 ] |
| 137–1       | Master P             | Ghetto D                    | 20 settembre 1997 | [ 60 ] |
| 122–1       | The Monkees          | More of the Monkees         | 11 febbraio 1967  | [ 61 ] |
| 120–1       | Tyler, the Creator   | Call Me If You Get Lost     | 30 aprile 2022    | [ 62 ] |
| 112–1       | Master P             | MP da Last Don              | 20 giugno 1998    | [ 63 ] |
| 98–1        | The Beatles          | Beatles '65                 | 9 gennaio 1965    | [ 64 ] |
| 74–1        | Taylor Swift         | Evermore                    | 12 giugno 2021    | [ 65 ] |

Note:
- L'album Music to Be Murdered By del rapper statunitense Eminem detiene il record per il più grande avanzamento in classifica nella Billboard 200 senza aver mai raggiunto la prima posizione, salendo dalla posizione 199 alla posizione 3 nella settimana del 2 gennaio 2021.[66]

### Più grande perdita di posizioni dalla numero uno
| Avanzamento | Artista            | Album                      | Data              | Nota   |
| ----------- | ------------------ | -------------------------- | ----------------- | ------ |
| 1–169       | Bon Jovi           | This House Is Not for Sale | 17 marzo 2018     | [ 67 ] |
| 1–139       | Tyler, the Creator | Call Me If You Get Lost    | 7 maggio 2022     | [ 68 ] |
| 1–111       | Céline Dion        | Courage                    | 7 dicembre 2019   | [ 69 ] |
| 1–97        | Brand New          | Science Fiction            | 16 settembre 2017 | [ 70 ] |
| 1–88        | Brockhampton       | Iridescence                | 13 ottobre 2018   | [ 71 ] |
| 1–77        | Madonna            | Madame X                   | 6 luglio 2019     | [ 72 ] |
| 1–62        | Jack White         | Boarding House Reach       | 14 aprile 2018    | [ 73 ] |
| 1–59        | The Killers        | Wonderful Wonderful        | 21 ottobre 2017   | [ 74 ] |
| 1–56        | LCD Soundsystem    | American Dream             | 30 settembre 2017 | [ 75 ] |
| 1–45        | The Raconteurs     | Help Us Stranger           | 13 luglio 2019    | [ 76 ] |

Note:
- L'album Hello from Las Vegas del cantante statunitense Lionel Richie detiene il record per la più grande perdita di posizioni nella Billboard 200 senza aver mai raggiunto la prima posizione, avendo lasciato la classifica il 7 settembre 2019 dalla seconda posizione, la settimana successiva dopo averci fatto ingresso.[77]

### Maggior numero di settimane prima di raggiungere la prima posizione nell'era SoundScan
Di seguito la lista dei 10 album che hanno impiegato il maggior numero di settimane prima di raggiungere la prima posizione della Billboard 200 sin dall'adozione dei dati di Nielsen Music nel 1991.
| Sett. | Artista               | Album                      | Data raggiungimento #1 | Nota   |
| ----- | --------------------- | -------------------------- | ---------------------- | ------ |
| 63    | AA.VV.                | O Brother, Where Art Thou? | 23 marzo 2002          | [ 78 ] |
| 53    | The Kid Laroi         | F*ck Love                  | 7 agosto 2021          | [ 78 ] |
| 52    | Live                  | Throwing Copper            | 6 maggio 1995          | [ 78 ] |
| 49    | No Doubt              | Tragic Kingdom             | 21 dicembre 1996       | [ 78 ] |
| 46    | Norah Jones           | Come Away with Me          | 25 gennaio 2003        | [ 78 ] |
| 44    | Hootie & The Blowfish | Cracked Rear View          | 27 maggio 1995         | [ 78 ] |
| 40    | Prince                | The Very Best of Prince    | 7 maggio 2016          | [ 78 ] |
| 31    | Toni Braxton          | Toni Braxton               | 26 febbraio 1994       | [ 78 ] |
| 28    | Celine Dion           | Falling into You           | 5 ottobre 1996         | [ 78 ] |
| 27    | Eric Clapton          | Unplugged                  | 13 marzo 1993          | [ 78 ] |

Note:
- Forever Your Girl by Paula Abdul ha passato 64 settimane consecutive nella Billboard 200 prima di raggiungere la prima posizione nel 1989, prima dell'adozione dei dati di Nielsen Music, detenendo il record dell'album con il maggior numero di settimane impiegate prima di raggiungere la prima posizione della classifica.[79]

### Album che hanno raggiunto la prima posizione nellaBillboard200 di artisti che non hanno mai fatto ingresso nellaBillboardHot 100
| Artista             | Album                                   | Anno | Nota   |
| ------------------- | --------------------------------------- | ---- | ------ |
| Van Cliburn         | Tchaikovsky: Piano Concerto No. 1       | 1958 | [ 80 ] |
| Bob Newhart         | The Button-Down Mind of Bob Newhart     | 1960 | [ 80 ] |
| Bob Newhart         | The Button-Down Mind Strikes Back!      | 1961 | [ 80 ] |
| Judy Garland        | Judy at Carnegie Hall                   | 1961 | [ 80 ] |
| Vaughn Meader       | The First Family                        | 1962 | [ 80 ] |
| Frank Fontaine      | Songs I Sing on the Jackie Gleason Show | 1963 | [ 80 ] |
| Blind Faith         | Blind Faith                             | 1969 | [ 80 ] |
| Pantera             | Far Beyond Driven                       | 1994 | [ 80 ] |
| Bob Carlisle        | Butterfly Kisses (Shades of Grace)      | 1997 | [ 80 ] |
| Marilyn Manson      | Mechanical Animals                      | 1998 | [ 81 ] |
| Marilyn Manson      | The Golden Age of Grotesque             | 2003 | [ 81 ] |
| Il Divo             | Ancora                                  | 2006 | [ 80 ] |
| Slipknot            | All Hope Is Gone                        | 2008 | [ 80 ] |
| Vampire Weekend     | Contra                                  | 2010 | [ 80 ] |
| The Decemberists    | The King Is Dead                        | 2011 | [ 80 ] |
| Amos Lee            | Mission Bell                            | 2011 | [ 80 ] |
| TobyMac             | Eye on It                               | 2012 | [ 82 ] |
| Vampire Weekend     | Modern Vampires of the City             | 2013 | [ 83 ] |
| Lecrae              | Anomaly                                 | 2014 | [ 84 ] |
| Slipknot            | .5: The Gray Chapter                    | 2014 | [ 85 ] |
| Brand New           | Science Fiction                         | 2017 | [ 86 ] |
| LCD Soundsystem     | American Dream                          | 2017 | [ 87 ] |
| Vampire Weekend     | Father of the Bride                     | 2019 | [ 88 ] |
| Slipknot            | We Are Not Your Kind                    | 2019 | [ 89 ] |
| SuperM              | SuperM – The 1st Mini Album             | 2019 | [ 90 ] |
| Tomorrow X Together | The Name Chapter: Temptation            | 2023 | [ 91 ] |
| Ateez               | The World EP.Fin: Will                  | 2023 | [ 92 ] |

### Album più venduti di sempre negli Stati Uniti
Maggior numero di vendite certificate dalla RIAA.
- Eagles - Their Greatest Hits (1971-1975) (38 dischi di platino)
- Michael Jackson - Thriller (33 dischi di platino)
- Pink Floyd - The Wall (23 dischi di platino)
- Led Zeppelin - Led Zeppelin IV (23 dischi di platino)
- AC/DC - Back in Black (22 dischi di platino)

## Altri record
- Whitney Houston risulta essere la prima ed unica donna ad avere tre album in contemporanea in top ten per due settimane consecutive:
  - 10 marzo, 2012:
    - No.2 Whitney: The Greatest Hits
    - No.6 The Bodyguard: Original Soundtrack Album
    - No.9 Whitney Houston;

  - 17 marzo, 2012:
    - No.2 Whitney: The Greatest Hits
    - No.5 The Bodyguard: Original Soundtrack Album
    - No.10 Whitney Houston.

### EP
L'EP Jar of Flies del gruppo grunge statunitense Alice in Chains, pubblicato nel 1994, è stato il primo EP della storia a raggiungere la posizione numero uno nella classifica Billboard.

## Classifiche annuali

### Pre-Billboard200
1945 · 1946 · 1947 · 1948 · 1949 · 1950 · 1951 · 1952 · 1953 · 1954 · 1955 · 1956 · 1957 · 1958 · 1959 · 1960 · 1961 · 1962 · 1963

### Billboard200
1964 · 1965 · 1966 · 1967 · 1968 · 1969 · 1970 · 1971 · 1972 · 1973 · 1974 · 1975 · 1976 · 1977 · 1978 · 1979 · 1980 · 1981 · 1982 · 1983 · 1984 · 1985 · 1986 · 1987 · 1988 · 1989 · 1990 · 1991 · 1992 · 1993 · 1994 · 1995 · 1996 · 1997 · 1998 · 1999 · 2000 ·  2001 ·  2002 ·  2003 ·  2004 ·  2005 ·  2006 ·  2007 ·  2008 ·  2009 ·  2010  ·  2011  ·  2012  ·  2013  ·  2014  ·  2015  ·  2016  ·  2017  ·  2018  ·  2019 · 2020  ·  2021  ·  2022  ·  2023  ·  2024  ·  2025